# Fiktionen
Fiktionen (spanisch Ficciones) gehört zu den berühmtesten Sammlungen von Kurzgeschichten des argentinischen Autors und Poeten Jorge Luis Borges. Mit ihr begründet sich der Beginn der modernen lateinamerikanischen phantastischen Literatur.

## Hintergrund

### Entstehungsgeschichte
Die Fiktionen bezeichnen eine Sammlung von Erzählungen, die Borges um die Zeit von 1939 bis 1944 verfasste. 1941 erschien zunächst Borges zweite fiktionale Anthologie Der Garten der Pfade, die sich verzweigen (spanisch El jardín de senderos que se bifurcan), die eine Sammlung von sieben Kurzgeschichten beinhaltete. Fünf Jahre später, 1944, ergänzte der Autor weitere sieben Werke unter der Rubrik „Kunststücke“ und das Gesamtwerk erhielt nun den Namen Fiktionen. 1956 wurden den Fiktionen drei weitere Geschichten hinzugefügt.

## Inhalt
Teil Eins: Der Garten der Pfade, die sich verzweigen
- Vorwort
- Tlön, Uqbar, Orbis Tertius (Tlön, Uqbar, Orbis Tertius) (1940)
- Pierre Menard, Autor des Quijote (Pierre Menard, autor del Quijote) (1939)
- Die kreisförmigen Ruinen  (Las ruinas circulares) (1940)
- Die Lotterie in Babylon (La lotería en Babilonia) (1941)

Eine geheime Gesellschaft soll seit Jahrhunderten das Schicksal der Menschen in Babylon durch eine Lotterie bestimmen. Es ist aber ungewiss, welchen Einfluss diese Gesellschaft hat und ob sie wirklich existiert.
- Untersuchung des Werks von Herbert Quain (Examen de la obra de Herbert Quain) (1941)
- Die Bibliothek von Babel (La biblioteca de Babel) (1941)
- Der Garten der Pfade, die sich verzweigen (El jardín de senderos que se bifurcan) (1941)

Ein Chinese arbeitet während des Ersten Weltkrieges als Spion für Deutschland. Dabei trifft er auf einen Engländer, der das chinesische Werk Der Garten der Pfade, die sich verzweigen gelesen hat. Der Engländer erklärt ihm, dass dieses verwirrende Werk ein Labyrinth aus Symbolen ist, in dem verschiedene mögliche Zeitverläufe dargestellt werden. Währenddessen ist der Chinese dabei, eine symbolische Handlung auszuführen, die eine geheime Nachricht an den deutschen Geheimdienst übermitteln soll.
Teil Zwei: Kunststücke
- Vorwort
- Das unerbittliche Gedächtnis (Funes el memorioso) (1942)

Der Erzähler begegnet einem jungen Mann, der ein perfektes Gedächtnis hat. Er schildert nun, welche Konsequenzen aus einem solchen Gedächtnis folgen. Zwar könne man sich an jede Einzelheit jedes Tages erinnern und müsse sich nichts aufschreiben, aber da man nichts vergessen könne, sei dieses Gedächtnis auch wie eine Abfalltonne.
- Die Narbe (La forma de la espada) (1942)
- Thema vom Verräter und Helden (Tema del traidor y del héroe) (1944)
- Der Tod und der Kompass (La muerte y la brújula) (1942)

In dieser Kriminalgeschichte glaubt einer der Ermittler in einer Serie von drei Verbrechen ein bestimmtes Schema zu erkennen. So ereignen sich die Verbrechen immer an einem dritten Tag des Monats und die Tatorte bilden auf der Landkarte ein gleichseitiges Dreieck. Es gibt Grund zur Annahme, dass ein viertes Verbrechen geplant ist. So beginnt der Tag im Judentum bereits am Abend, d. h., die Verbrechen haben sich nach dieser Rechnung am vierten Tag des Monats ereignet, und das Dreieck lässt sich durch einen vierten Punkt zu einer Rhombe erweitern. So begibt er sich vor dem entsprechenden Zeitpunkt an diesen vierten Ort.
- Das geheime Wunder (El milagro secreto) (1943)

Der Schriftsteller Jaromir Hladik wird von der Gestapo gefangen genommen und zum Tode verurteilt. Er bittet Gott, ihm noch ein Jahr zu schenken, damit er sein unvollendetes Drama Die Feinde noch vollenden kann. Als er auf die Exekution wartet, geschieht kurz vor den Todesschüssen das geheime, für die Umwelt nicht erkennbare Wunder, dass für ihn die äußere Zeit stehen bleibt, während er im Geist noch ein Jahr lang sein Drama ausarbeiten und vollenden kann.
- Drei Versionen des Judas (Tres versiones de Judas) (1944)
- Das Ende (El fin) (1953)
- Die Phönix-Sekte (La secta del Fénix) (1952)
- Der Süden (El Sur) (1953)

Die Erzählungen Das Ende, Die Phönix-Sekte und Der Süden wurden 1956 zusätzlich in Fiktionen aufgenommen.
Die argentinische Erstausgabe von Fiktionen enthielt noch die 1936 erschienene Erzählung El acercamiento a Almotásim (Der Weg zu Almotásim). Borges hat sie aus den späteren Ausgaben entfernt.

## Auszeichnungen
Das Originalwerk erhielt 1944 den ersten Gran Premio de Honor de la Sociedad Argentina de Escritores.

## Ausgaben
- Fiktionen. Frankfurt am Main: Fischer Taschenbuch Verlag (1993), ISBN 3-596-10581-1.
- Erzählungen: Universalgeschichte der Niedertracht. Fiktionen. Das Aleph (= Gesammelte Werke, Band 5). Hanser 2000, ISBN 978-3446198784.